# Opatija (Pokupsko)
 Opatija  falu Horvátországban Zágráb megyében. Közigazgatásilag Pokupskóhoz tartozik.

## Fekvése
Zágráb központjától 28 km-re délre, községközpontjától 7 km-re északra a Pokupskóról Velika Goricára vezető út mellett található. Néhány településrésze azonban az úttól távolabb van. Ezek Klasnići, Brajkovići, Šajnovići, Sečnji és Sokoli.

## Története
Opatija nevét egy valaha itt állt kolostorról kapta. A kravarskói plébániához tartozik. 
A falunak 1857-ben 242, 1910-ben 367 lakosa volt. Trianon előtt Zágráb vármegye Pisarovinai járásához tartozott. 2001-ben a falunak 166 lakosa volt.

## Lakosság
| Lakosság változása | Lakosság változása | Lakosság változása | Lakosság változása | Lakosság változása | Lakosság változása | Lakosság változása | Lakosság változása | Lakosság változása | Lakosság változása | Lakosság változása | Lakosság változása | Lakosság változása | Lakosság változása | Lakosság változása |
| ------------------ | ------------------ | ------------------ | ------------------ | ------------------ | ------------------ | ------------------ | ------------------ | ------------------ | ------------------ | ------------------ | ------------------ | ------------------ | ------------------ | ------------------ |
| 1857               | 1869               | 1880               | 1890               | 1900               | 1910               | 1921               | 1931               | 1948               | 1953               | 1961               | 1971               | 1981               | 1991               | 2001               |
| 242                | 285                | 245                | 305                | 354                | 367                | 312                | 339                | 352                | 363                | 345                | 295                | 248                | 191                | 166                |

## Külső hivatkozások
Pokupsko község hivatalos oldala